# Молодая Россия (прокламация)
«Молода́я Росси́я» — радикальная агитационная прокламация периода революционной ситуации 1860-х годов в Российской империи.

## История создания
Весной 1862 года, находясь под следствием за антиправительственную агитацию в камере Тверской полицейской части, студент физико-математического факультета Московского университета Пётр Заичневский написал прокламацию, содержавшую бланкистскую программу революционного переворота в России и получившую известность как революционный манифест республиканцев-якобинцев. Прокламация была нелегально издана и широко распространена членами московского студенческого кружка Заичневского в мае 1862 года от имени вымышленного Центрального Революционного Комитета.
Содержание прокламации поразило современников бескомпромиссностью и крайним максимализмом. В прокламации, в частности, заявлялось:

 В современном общественном строе, в котором всё ложно, всё нелепо — от религии, заставляющей веровать в несуществующее, в мечту разгорячённого воображения — бога, и до семьи, ячейки общества, ни одно из оснований которого не выдерживает даже поверхностной критики, от узаконения торговли — этого организованного воровства и до признания за разумное положения работника, постоянно истощаемого работою, от которой получает выгоды не он, а капиталист; женщины, лишённой всех политических прав и поставленной наравне с животными. Выход из этого гнетущего, страшного положения, губящего современного человека, и на борьбу с которым тратятся его лучшие силы, один — революция, революция кровавая и неумолимая, революция, которая должна изменить радикально все, все без исключения, основы современного общества и погубить сторонников нынешнего порядка…— Прокламация «Молодая Россия»
В прокламации был определён первоочередной объект революционного террора: физическое уничтожение русского Царя и царской семьи, а также всех её сторонников:

 Скоро, скоро наступит день, когда мы распустим великое знамя будущего, знамя красное и с громким криком «Да здравствует социальная и демократическая республика Русская!» двинемся на Зимний дворец истребить живущих там. Может случиться, что всё дело кончится одним истреблением императорской фамилии, то есть какой-нибудь сотни, другой людей, но может случиться, и это последнее вернее, что вся императорская партия, как один человек, встанет за государя, потому что здесь будет идти вопрос о том, существовать ей самой или нет. В этом последнем случае, с полной верою в себя, в свои силы, в сочувствие к нам народа, в славное будущее России, которой вышло на долю первой осуществить великое дело социализма, мы издадим один крик: «в топоры», и тогда… тогда бей императорскую партию, не жалея, как не жалеет она нас теперь, бей на площадях, если эта подлая сволочь осмелится выйти на них, бей в домах, бей в тесных переулках городов, бей на широких улицах столиц, бей по деревням и сёлам!…— Прокламация «Молодая Россия»
Средством достижения своих целей прокламация провозглашала революционный террор:

Мы будем последовательнее… великих террористов 92-го года, мы не испугаемся, если увидим, что для ниспровержения современного порядка приходится пролить втрое больше крови, чем пролито якобинцами 90-х годов.— Прокламация «Молодая Россия»

## Отзывы современников
Взгляды Зайчневского и его друзей разделяло немало радикалов того времени. В. И. Кельсиев, приезжавший в Россию весной 1862 года, писал впоследствии в своей «Исповеди»:

 «Молодую Россию» никто не хвалил, но думавших одинаково с нею было множество. Ей в вину ставили только то, что она разболтала о чём молчать следовало !— «Исповедь»
А. И. Герцен отнёсся к прокламации и её неизвестным ему авторам снисходительно:

Всё это страшное дело, сводится на юношеский порыв, неосторожный, несдержанный, но который не сделал никакого вреда и не мог сделать. Жаль, что молодые люди выдали эту прокламацию, но винить мы их не станем. Ну что упрекать молодости её молодость, сама пройдет, как поживут. Горячая кровь, а тут святое нетерпение, две-три неудачи — и страшные слова крови и страшные угрозы срываются с языка. Крови от них ни капли не пролилось, а если и прольётся, то это будет их кровь — юношей-фанатиков.